# Ужок
Ужо́к — село в Україні, в Ужгородському районі Закарпатської області.

## Географічні дані

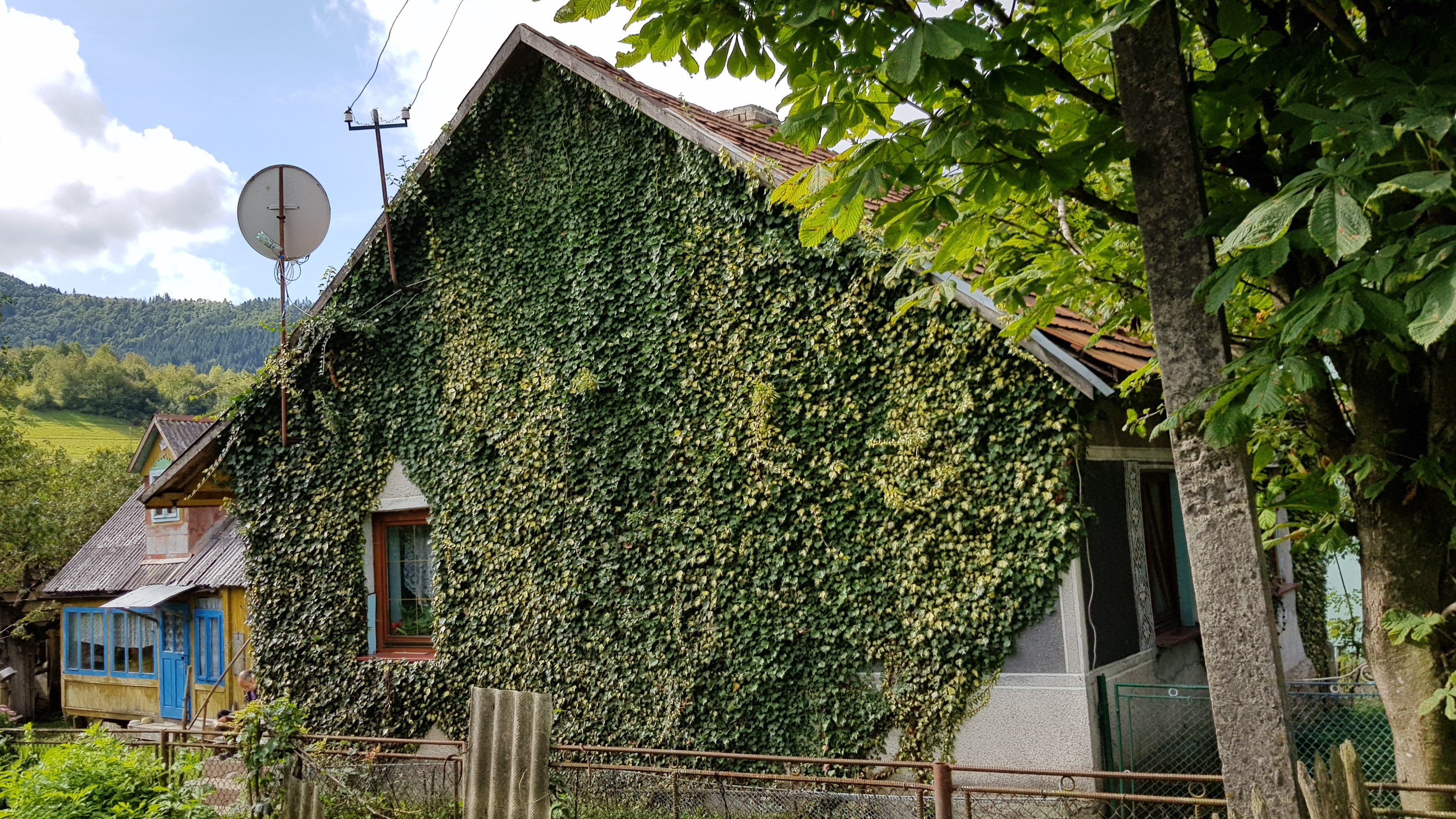

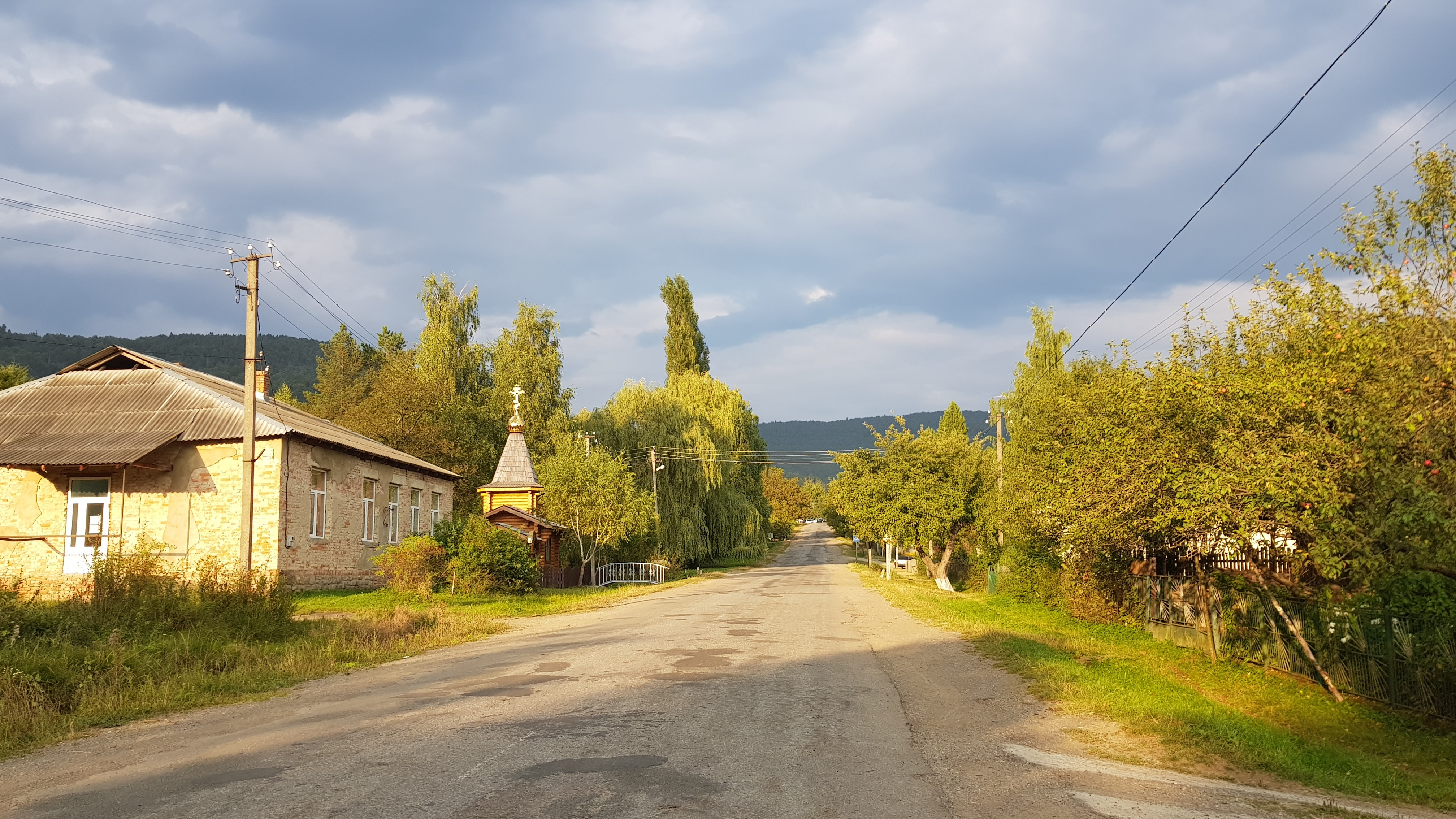

Село розташоване під Ужоцьким перевалом, де бере початок річка Уж і де починається Закарпатська область. Населення Ужка станом на 2011 рік — 722 особи. Центр сільської ради. Крайнє східне село Лемківщини.
Охороняються три джерела мінводи. Джерело — гідрологічна пам'ятка природи місцевого значення в Україні.
Одне з джерел носило назву Гераклове - начебто вода звідти дарувала людям силу, якою славився античний герой. Скульптура Геракла, яка зараз прикрашає двір Ужгородського замку, колись знаходилась саме там, аж поки в 1915 році курорту не прийшов кінець. Чия саме артилерія використала відпочинкову зону (два санаторні будинки з 30 купальнями, військова лікарня та п’ять вілл) в якості мішені, і дотепер невідомо.

## Історія
Про те, що територія села була заселена з давніх часів свідчать археологічні знахідки, зокрема бронзовий меч 11-10 ст. до н.е.Р
У грамоті, датованій 1582 роком, є чіткий напис, що Ужок згідно зі спадковим правом належить родині Другетів (власникам Ужгородсько-Невицької замкової домінії). Тоді в Ужку жив лише шолтис з родиною, так як у податкових списках не опубліковано жодного залежного селянського господарства. Звідси виходить, що село Ужок було засноване приблизно у 1582 році. Назву поселення отримало від річки Ужка, яка тут бере свій початок.
У 1631 році в Ужку господарювали два шолтеські, сім селянських кріпацьких та 21 желярське газдівства. В другій половині XVII-на початку XVIII століть кількість мешканців села зменшилася.

### Ужок та війни
На Ужоцькому перевалі знаходиться пам'ятний знак та братські могили воїнів, які загинули в боях за Ужоцький перевал у Першій світовій. Не дарма Ужоцький перевал кілька разів фігурує в романі Ярослава Гашека про бравого вояка Швейка. В 1914-1915 рр. фронт кілька разів проходив перевалом, нищачи на своєму шляху все живе. Солдати генерала Брусилова близько шести місяців тримали оборону на Черемсі. 15 сіл неподалік від Ужоцького перевалу стояли в руїнах.
Перевал бачив і австрійську армію, і російських вояків, і січових стрільців- усусусів. Вони воювали на боці Австро-Угорщини: наказ ввести легіон УСС в бої в Карпатах на початку вересня 1915 р. віддав генерал Гофман після того, як австрійці втратили понад 400 тисяч людей (з них сто тисяч потрапила в полон). Сотня стрільців отамана В. Дідушка стояла на Верецькому перевалі, ще одна сотня - на Ужоцькому. Саме їм випала доля першими зустріти в бою козаків з 2 кубанської дивізії. 22 січових стрільця навіки залишилися на Ужоцькому перевалі.
Після одного з боїв жителі села Ужка зібрали тіла загиблих і поховали разом 6 російських та 6 угорських офіцерів, а також 351 солдата з армій, що ворогували. Панахиду по їх душам відслужили в дерев’яній Михайлівській церкві. Восени 2007 року монумент-піраміду відновили, встановили на ній таблицю українською мовою та поновили зниклий в радянські часи німецькомовний напис, упорядкували військове кладовище поруч.
Тут же пам'ятник бійцям Червоної Армії, які загинули в боях за Ужоцький перевал у жовтні 1944 року.

## Населення
Згідно з переписом УРСР 1989 року чисельність наявного населення села становила 827 осіб, з яких 396 чоловіків та 431 жінка.
За переписом населення України 2001 року в селі мешкали 753 особи.
Станом на 2011 рік прописано 722 особи, постійних мешканців близько 500 осіб.

### Мова
Розподіл населення за рідною мовою за даними перепису 2001 року:
| Мова       | Кількість | Відсоток |
| ---------- | --------- | -------- |
| українська | 768       | 99.48%   |
| російська  | 4         | 0.52%    |
| Усього     | 772       | 100%     |

## Релігія

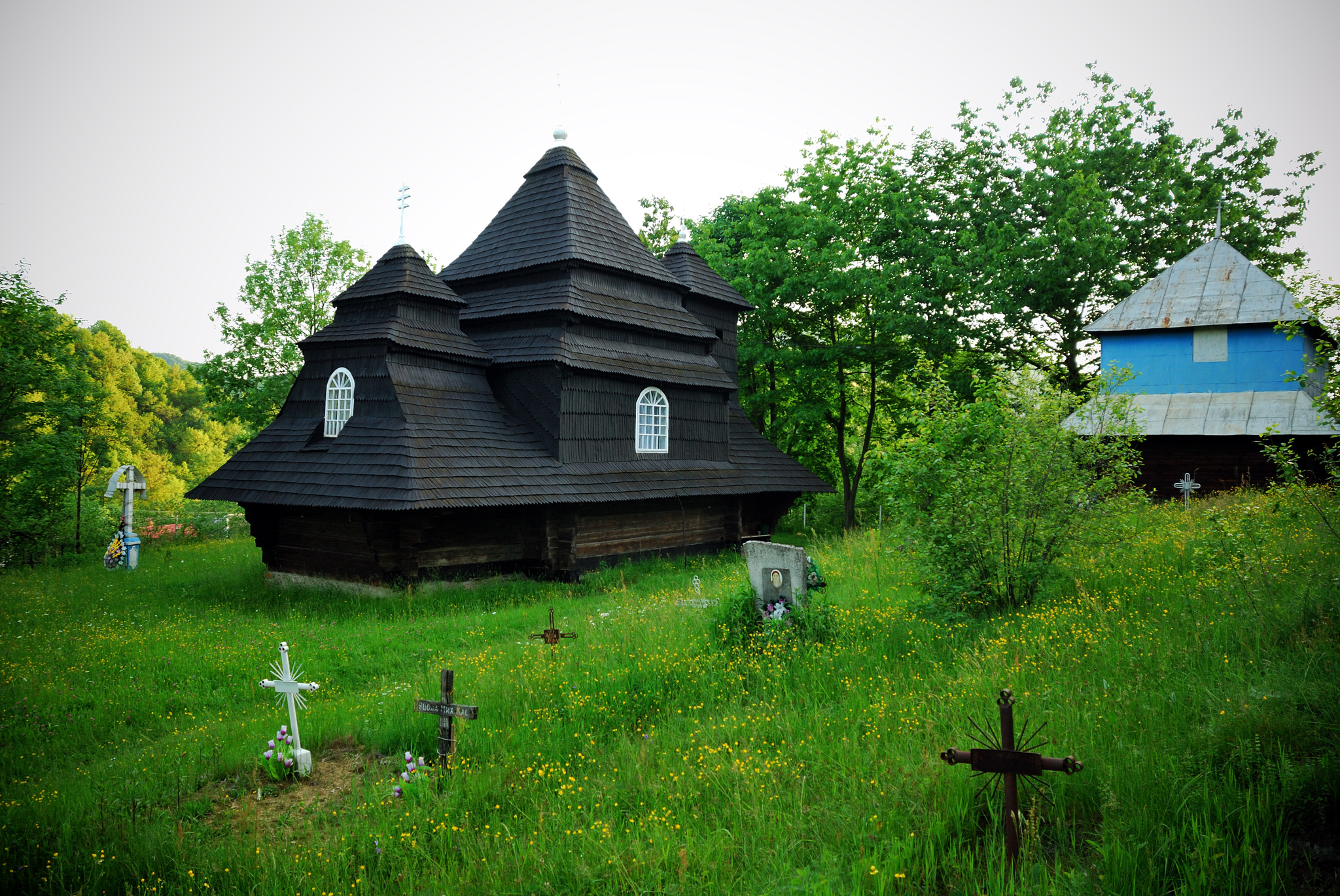
Дерев'яна церква Архангела Михаїла з дзвіницею

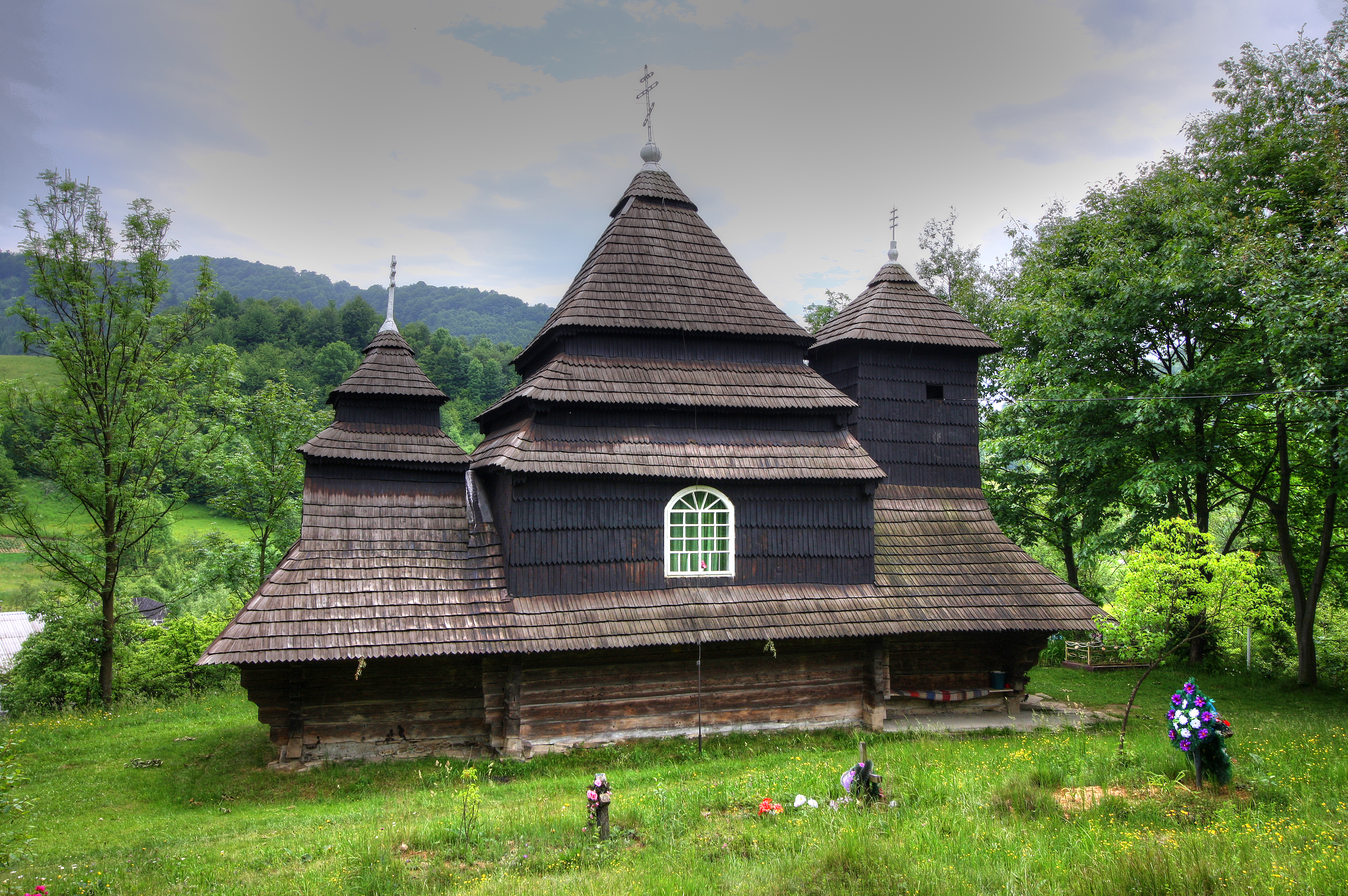
Церква св. арх. Михаїла, 1745

- Церква св. Михайла з дзвіницею 1745 рік

Дві дерев’яні будівлі, зведені 1745 р., – Михайлівська церква і розташована на північний захід від неї двоярусна дзвіниця – розташовані на одному з найвищих пагорбів неподалік Ужоцького перевалу, ефектно домінуючи над навколишніми гірськими краєвидами.
Михайлівська церква належить до однієї з найсвоєрідніших локальних груп закарпатських дерев’яних храмів – ужоцької – з властивим для неї поєднанням рис бойківського та лемківського типів. Відповідно до традиційних церков Бойківщини споруда складається з трьох прямокутних у плані зрубів, причому центральний перевищує бічні за розмірами та висотою. Домінантна роль центрального зрубу – нави – виявлена у її завершенні, яке являє собою типовий для бойківських храмів чотиригранний верх з трьома невисокими заломами та монументальним пірамідальним наметом вінчання. Схожою є також структура чотиригранного верху вівтарного зрубу, проте він має лише два заломи й помітно поступається центральному за висотою. Значно нижча від центрального об’єму західна частина Михайлівської церкви, яка складається з низького безвіконного бабинця та розташованої над ним емпори з невисокою каркасною дзвіницею з наметовим завершенням. Двоярусна структура західного об’єму та каркасна конструкція дзвіниці над бабинцем споріднюють будівлю з дерев’яними церквами Лемківщини, проте симетричний характер усієї композиції пам’ятки наближає її до традиційних бойківських храмів. Значною мірою цьому сприяє також влаштування навколо будівлі пластичного піддашшя на фігурних кронштейнах.
Ще послідовніше традиційна симетрична структура бойківських храмів виявлена в інтер’єрі Михайлівської церкви, композиційною домінантою якого виступає розвинений угору й добре освітлений простір нави. Важлива роль цього приміщення в інтер’єрі пам’ятки підкреслюється також розташуванням тут більшості елементів її внутрішнього оздоблення – іконостаса, фігурного вирізу й інших елементів. Ці особливості споруди, помножені на вишукані пропорції та мальовничий силует, перетворюють її на один з найкращих зразків дерев’яних храмів ужоцької групи в Закарпатті.
Дзвіниця розташована на північний захід від храму й органічно вписується в загальну архітектурно-просторову організацію ансамблю. Являє собою один з найпоширеніших в Україні різновидів дерев’яної дзвіниці “четверик на четверику”, нижній ярус якої, оперезаний піддашшям, є зрубним, а 2-й ярус – відкритою аркадою-галереєю з наметовим завершенням.
Єврейський цвинтар
Місцеве населення багато століть жили з євреями, які традиційно займалися тут торгівлею і різною комерційною діяльністю. Судячи із записів на деяких надгробних плитах, яких тут кілька десятків повалених часом на землю і зарослих травою, кладовище тут вже з 18 століття.
Це місце ніколи не обстежували, тому цілком можливо що тут знаходяться старіші поховання.

## Туристичні місця
Протягом XVIII-XIX століть на території села діяв санаторій, лікування пацієнтів якого відбувалося за допомогою мінеральних вод, що поширені в даному регіоні. Навколо курортних установ шумів липовий парк, прикрашений статуями. Мінеральні джерела за старим звичаєм називалися людськими іменами: "Ласло", "Бела", "Марча". Мінеральні джерела збереглися і дотепер й досі діють.

### Список мінеральних джерел:
- Джерело № 1 (Ужок)
- Джерело № 2 (Ужок)
- Джерело № 3 (Ужок)

## Інтернет-ресурси
- В селі Ужок знайдено найстаріше єврейське кладовище на Закарпатті[недоступне посилання з травня 2019]
- Церква в селі Ужок на сайті «Дерев'яні храми України»
- http://www.castles.com.ua/uzhok.html
- Владислав Никитенко. Великоберезнянский район. Ужок